# Los Bondons
Los Bondons (en francès Les Bondons) és un municipi del departament francès del Losera, a la regió d'Occitània.